# Therese von Wüllenweber

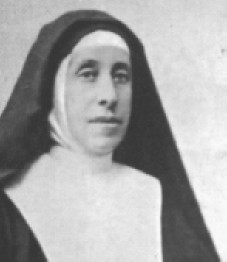

María de los Apóstoles, nacida  Therese von Wüllenweber (Korschenbroich, 19 de febrero de 1833 – Roma, 25 de diciembre de 1907) fue una monja católica alemana, cofundadora de las Hermanas del Divino Salvador beatificada el 13 de octubre de 1968 por el Papa Pablo VI.

## Biografía
La baronesa Theresa Wüllenweber, hija del barón Theodore de Wüllenweber, nació en el castillo de Myllendonk. Era la mayor de cuatro hermanas y desde la niñez quería ser monja.
El 4 de julio de 1882, conoció al Padre Francisco María de la Cruz, superior y fundador de la Sociedad del Divino Salvador en Alemania. El 8 de diciembre de 1888, cofundó con él en Tívoli la Congregación de hermanas del Divino Salvador.
Falleció de meningitis en la Navidad de 1907 y está enterrada en el Cementerio Teutónico.